# Escola Normal de Lleida
L'Escola Normal de Mestres de Lleida fou una institució educativa creada el 26 de novembre de 1841 per la Diputació de Lleida. Va començar amb només 21 alumnes i un professor en una aula de l'antic Seminari Conciliar al carrer Companyia, per després continuar a l'edifici Roser. L'escola femenina es va posar en marxa el 1885. Va constituir l'únic centre d'estudis superiors de Lleida des del tancament de l'Estudi General el 1717.
Les Escoles Normals són fruit del moviment de renovació pedagògica que es va anar imposant a Europa al segle xix: centres educatius dedicats específicament a la formació de professors, generalment de nivell primari.